# 貴家悠
貴家 悠（さすが ゆう、1988年 - ）は、日本の漫画原作者。男性。神奈川県藤沢市生まれ。

## 来歴
2007年、神奈川県立湘南高等学校卒業。同年、埼玉大学教養学部教養学科に入学。2013年、文化環境専修文化人類学専攻卒業。
「小学校2年生のときに『世紀末リーダー伝たけし!』（作：島袋光年）という漫画を読んで、自分の小遣いで全部買いそろえるほどハマって、それ以来ずっと漫画家になりたいと言っていました。でも小中高校と、その夢は温めていましたが、どうしたらなれるのか分からず、とくに絵がうまいわけでもなかったので、まったく別のことに打ち込んでいました。高校ではラグビー。主将を務め、本気で花園を目指すくらいのめり込んでいました。漫画の練習どころか筋トレばかりしていた。(笑)」（本人のコメントより）。
当初は橘賢一のアシスタントを担当していたが、編集者からネームを評価され、2011年の『ミラクルジャンプ』創刊に併せて連載を開始した『テラフォーマーズ』において漫画原作者としてデビューする。
編集者からもらった言葉「君は絵はうまくないけど、言葉にキレがあるからストーリーとして最後まで読ませる力がある。原作をやってみたらどうか」と。それからさらに「次は潜水艦か、宇宙船か火星の話を書いてきて」。

## 作品リスト

### 連載
- テラフォーマーズ[4]（作画：橘賢一、既刊23巻）
  - テラフォーマーズ（『ミラクルジャンプ』2011年1号 - 6号、第1巻収録）
  - TERRA FORMARS（テラフォーマーズ『週刊ヤングジャンプ』2012年22･23合併号 - 連載中）

### 読切・短編
- テラフォーマーズ1（作画：橘賢一、『週刊ヤングジャンプ』2011年27号）
- テラフォーマーズ外伝 GREAT DEVOTION CASE1 AKARI（作画：橘賢一、『ミラクルジャンプ』2013年13号）
- テラフォーマーズ外伝 GREAT DEVOTION CASE2 SHONAN（作画：橘賢一、『ミラクルジャンプ』2013年15号）

### その他
- XXX -THE ULTIMATE WORST-（聖飢魔II）のディスクジャケット意匠[5][6][7][8]。